# Сонцов-Засекин, Андрей Иванович
Князь Андрей Иванович Сонцов-Засекин (? — после 1647) — стряпчий, стольник и воевода в Смутное время и во времена правления Михаила Фёдоровича и Алексея Михайловича.
Из княжеского рода Сонцовы-Засекины. Единственный сын князя Ивана Андреевича Сонцова-Засекина.

## Биография
В 1611-1616 годах упоминается в чине стряпчего с платьем. В 1622 году пожалован в стольники, и упомянут в Боярской книге в данном чине в 1640 году.
25 марта 1626 года назначен воеводой в большой полк в Переяславль-Залесский на обычное в то время дежурство на случай возможного вторжения из Крыма, осенью 1627 года отозван в Москву. В марте 1629 года он вновь назначен первым воеводой Большого полка в Рязань. Его командование над войском несколько раз провоцировало выражение неудовольствия у царя за не надлежащее выполнение приказов из Москвы. Помимо этого, имели место злоупотребления служебным положением, которое Сонцов-Засекин использовал в пользу своих родственников, поместья которых находились неподалёку. Отозван в Москву в 1630 году.
В 1632-1634 годах, ходе Смоленской войны с Речью Посполитою, он принял участие в походе на поляков вместе с князем Дмитрием Мамстрюковичем Черкасским. В этой войне против поляков также принимал участие и другой представитель рода Сонцовых-Засекиных — князь Андрей Михайлович. В 1634 году показан на службе в Можайске.
В марте 1637 года назначен воеводою Сторожевого полка на южную окраину границы, на этот раз в Крапивну, для охранения от прихода крымцев и нагайцев, а по вестям велено ему  быть в сходе с воеводой Пронска — Жатовым. В это время разгорается местничество между Иваном Яковлевичем Вельяминовым-Зерновым и служилыми людьми, которые били челом князю Ивану Никитичу Хованскому, что не хотят ему подчиняться. Их поддержали князья И.И. Лобанов-Ростовский, бывший воеводой Дедилова и А.И. Сонцев-Засекин с Крапивны, которым приказали идти в сход с И.Я. Вельяминовым, в сход они не пошли и наказ о сборе по уездам: тулян, каширян, козличей, торушан, серпуховичей и оболонцев —  не выполнили. В результате И.Я. Вельяминов не смог собрать отряд, достаточный для похода — выдвижения вперёд на "Дикое поле" в связи с вестями о набеге крымчан и нагайцев (16 сентября они уже осаждали Яблонов).
В 1640 году князь был переведён на должность воеводы в город Воронеж, и пробыл на этом посту до 1642 года, когда был отозван в Москву и послан в Тулу вместе с князем Алексеем Никитичем Трубецким, которого назначили «большим воеводой» (командовал армией на южной границе). В пределах засечное линии Одоев — Крапивна — Тула — Венев — Мценск Трубецким были собраны большие силы и началось строительство крепостей и создание Белгородской засечной черты.
В 1646 году он, снова вместе с князем А. Н. Трубецким, отправлен с поручением в город Мценск и оставлен в полку боярина, князя Трубецкого.
Последнее упоминание об князе Андрее Ивановиче Сонцове-Засекине относится к 1647 году, когда он был указан в списках дворян московскихВ переписной книге Ярославского уезда 1628 года указан как владалец ряда деревень в Городском стане Ярославского уезда: Филатово, Ватолино, Килино, Софино,Мокриц, Жарки и  сельца Лопухово .
По родословной росписи показан бездетным.